# مرموط أسود التاج
مرموط أسود التاج (الاسم العلمي:Marmota camtschatica) (بالإنجليزية: black-capped marmot)‏ هو نوع من الحيوانات يتبع جنس المرموط من فصيلة سنجابية.